# يوري بيزمينوف
يوري ألكسندروفيتش بيزمينوف (الروسية: Ю́рий Алекса́ндрович Безме́нов) (1939 - 5 يناير 1993) واسمه المستعار: توماس ديفيد شومان، كان صحفيا سوفيتيا تابعا لوكالة أنباء نوفوستي، ومُخبرا سابقا للمديرية الرئيسية الأولى (KGB)، قبل أن يفرّ إلى كندا.
بعد تعيينه في محطة في الهند، أصبح بيزمينوف مُحبّا لشعب وثقافة الهند. في الوقت نفسه، بدأ بالاستياء من قمع الكي جي بي للمثقفين الذين خالفوا سياسات موسكو، ليُقرّر الانشقاق والانضمام للغرب. يُعرف بيزمينوف بمحاضراته وكتبه المُناهضة للشيوعية التي نُشرت في الثمانينيات.

## بدايات حياته وسنوات الدراسة (1939-1963)
ولد بيزمينوف عام 1939 في مايتشي، بالقرب من موسكو، لأبوين روسيين. كان والده ضابطًا رفيعًا في الجيش السوفيتي، تم تكليفه لاحقًا بتفتيش القوات السوفيتية في الدول الأجنبية، مثل منغوليا وكوبا. توفي والد بيزمينوف في السبعينيات. عندما كان بيزمينوف في السابعة عشرة من عمره، التحق بمعهد اللغات الشرقية، وهو جزء من جامعة موسكو الحكومية التي كانت تحت السيطرة المباشرة للكي جي بي واللجنة المركزية للحزب الشيوعي. بالإضافة إلى اللغات، درس التاريخ والأدب والموسيقى وأصبح خبيرًا في الثقافة الهندية. خلال سنته الثانية، سعى بيزمينوف إلى الظهور كشخص من الهند؛ شجع أساتذته هذا لأن خريجي المدرسة كانوا يعملون كدبلوماسيين أو صحفيين أجانب أو جواسيس.
كطالب سوفياتي، كان مطلوبًا منه أن يأخذ تدريبًا عسكريًا إجباريًا تعلم فيه كيفية لعب «المناورات الحربية الاستراتيجية» باستخدام خرائط الدول الأجنبية، وكذلك كيفية استجواب أسرى الحرب.

## الحياة في الهند والعمل الدعائي وخيبة الأمل (1963-1970)
بعد تخرجه في عام 1963، أمضى بيزمينوف عامين في الهند يعمل مترجما ومسؤول علاقات عامة مع مجموعة المساعدة الاقتصادية السوفيتية (Soviet Refineries Constructions) التي قامت ببناء مجمعات المصافي.
في عام 1965، تم استدعاء بيزمينوف إلى موسكو وبدأ العمل في وكالة أنباء نوفوستي كمتدرب في قسمهم السري من «المنشورات السياسية» (GRPP). اكتشف أن ما يقرب من ثلاثة أرباع موظفي نوفوستي كانوا في الواقع من ضباط المخابرات السوفيتية، والباقي كانوا «مختارين» أو كتاب ومُخبرين سريين من المخابرات السوفيتية مثله. ومع ذلك، لم يقم بيزمينوف بالكتابة المستقلة الحقيقية. وبدلاً من ذلك، قام بيزمينوف بتحرير وزرع مواد دعائية في وسائل الإعلام الأجنبية، ورافق وفود ضيوف نوفوستي من الدول الأجنبية في جولات الاتحاد السوفيتي أو المؤتمرات الدولية التي عقدت في الاتحاد السوفيتي.
بعد عدة أشهر، أُجبر بيزمينوف على أن يكون مخبراً مع احتفاظه بمنصبه كصحفي في نوفوستي. استخدم واجباته الصحفية للمساعدة في جمع المعلومات ونشر المعلومات المضللة إلى الدول الأجنبية لأغراض الدعاية السوفيتية والتخريب.
تبع ذلك ترقية سريعة، وتم تعيين بيزمينوف مرة أخرى في بيلا. في عام 1969، هذه المرة كمسؤول صحفي سوفييتي ووكيل علاقات عامة للكي جي بي. واصل جهود دعاية نوفوستي في نيودلهي، حيث عمل من السفارة السوفيتية. تم توجيه بيزمينوف لتأسيس تدريجي لمجال النفوذ السوفياتي في الهند. في العام نفسه، افتتح توجيه سري للجنة المركزية قسمًا سريًا جديدًا في جميع سفارات الاتحاد السوفيتي حول العالم، بعنوان «مجموعة البحث والدعاية المضادة». أصبح بيزمينوف نائبًا لرئيس تلك الدائرة، التي جمعت معلومات استخبارية من مصادر مثل المخبرين والوكلاء الهنود، بشأن المواطنين المؤثرين أو المهمين سياسيًا في الهند.[بحاجة لمصدر] 
صرّح بيزمينوف أنه تلقى تعليمات بعدم إضاعة الوقت مع اليساريين المثاليين، لأن هؤلاء سيصابون بخيبة أمل ومرارة وعداء عندما يدركوا الطبيعة الحقيقية للشيوعية السوفيتية.
خلال تلك الفترة، بدأ بيزمينوف يخطط بعناية للانشقاق والتوجه إلى الغرب.

## الهروب إلى الغرب والحياة في كندا (1970-1983)
وفقًا لبيان قدمه ما يسمى بمركز المعلومات الروسي إلى شرطة دلهي، في 8 فبراير 1970، كان من المقرر أن يشاهد بيزمينوف عرضًا للفيلم الأمريكي (The Incident) مع اثنين من زملائه. ومع ذلك، أفادوا في ذلك الوقت أنه لم يشتر تذكرته، وأخبرهم أنه سينضم إليهم في لحظة وسيحاول شراء واحدة من سكالبينج خارج المسرح. لم يعد بيزمينوف إلى المسرح. بدلاً من ذلك، ارتدى بيزمينوف ملابس هيبيز كاملة بلحية وشعر مستعار قبل الانضمام إلى مجموعة سياحية. وبهذه الوسائل هرب إلى أثينا باليونان. تم الإبلاغ عن انشقاقه في الولايات المتحدة، حيث ذكرت مصادر سوفيتية أنه «لم يكن مهمًا» وقام «بعمل كتابي»، وصرّحت المخابرات الأمريكية صراحة أنها تعتقد أنه عميل للكي جي بي. في ذلك الوقت، صوّرت وسائل الإعلام الأمريكية مكان وجوده على أنه غير معروف. بعد الاتصال بالسفارة الأمريكية وإجراء مقابلات مكثفة مع المخابرات الأمريكية، تمكّنت وكالة المخابرات المركزية (CIA) من مساعدة بيزمينوف في طلب اللجوء في كندا، الذي منحته إدارة بيير ترودو. نصحته وكالة المخابرات المركزية وشرطة الخيالة الكندية الملكية (RCMP) بتبني اسم وهوية جديدتين لأسباب تتعلق بالسلامة. من أجل حفظ ماء الوجه مع الإحراج الناجم عن الانشقاق داخل صفوف الـKGB، ذكرت الإقامة في دلهي رسميًا أنه تم اختطافه، وأن ابنه، أقرب أقربائه على قيد الحياة، حصل على تعويض مالي.
بعد دراسة العلوم السياسية في جامعة تورنتو لمدة عامين، والعمل في مزرعة في أونتاريو لمدة ثلاث سنوات، في عام 1973، تم تعيين بيزمينوف من قبل هيئة الإذاعة الكندية في مونتريال، والبث إلى الاتحاد السوفيتي كجزء من خدمة سي بي سي الدولية. هذا عندما التقى بزوجته تيس (Tess). في عام 1976، غادر بيزمينوف قناة سي بي سي وبدأ الصحافة الحرة. أصبح مُستشارا لـ (Almanac Panorama) التابعة لشبكة المعلومات العالمية. زعم بيزمينوف أن المخابرات السوفيتية نجحت في استخدام السفير السوفيتي في كندا لإقناع رئيس الوزراء الكندي بيير ترودو بالضغط لإزالته من هذا المنصب. وادعى أنه تلقى تهديدات مبطنة بالقتل من المخابرات السوفيتية.[بحاجة لمصدر] 

## الكتابات والمحاضرات المؤيدة لأمريكا (لوس أنجلوس، 1981-1986)
انتقل إلى لوس أنجلوس في الثمانينيات. في عام 1983، في محاضرة في لوس أنجلوس، أعرب بيزمينوف عن رأيه بأنه «لن يفاجأ» إذا قام الاتحاد السوفيتي بإسقاط رحلة الخطوط الجوية الكورية 007 لقتل لاري ماكدونالد، وهو عضو ديمقراطي مُناهض للشيوعية في مجلس النواب الأمريكي. في الوقت نفسه تقريبًا، رُزق بيزمينوف بطفل في الغرب، ابنة سمّاها تانيا (Tanya). في وقت لاحق كان لديه ابن اسمه جوناثان.

في عام 1984، أجرى مقابلة مع ج. إدوارد جريفين بعنوان «التخريب السوفيتي للصحافة العالمية الحرة». في المقابلة، أوضح بيزمينوف الأساليب التي يستخدمها الكي جي بي للتخريب التدريجي للنظام السياسي للولايات المتحدة. 
لا ينصب التركيز الرئيسي للكي جي بي على مجال الاستخبارات على الإطلاق. يتم إنفاق حوالي 15٪ فقط من الوقت والمال والقوى العاملة على التجسس وما شابه. أما الـ 85٪ الباقية فهي عملية بطيئة نسميها إما تخريب أيديولوجي أو إجراءات نشطة... أو حرب نفسية.
تحت الاسم المستعار توماس دي شومان، قام بيزمينوف بتأليف كتاب (Love Letter to America). تشبه سيرة المؤلف للكتاب بيزمينوف بنستون سميث، من رواية 1984 لجورج أورويل. كتب بيزمينوف كتبا أخرى.
في عام 1984، ذكرت صحيفة واشنطن بوست أن بيزمينوف ندّد علنًا بدخول سفينة سياحية سوفيتية إلى لوس أنجلوس خلال الألعاب الأولمبية الصيفية لعام 1984، مشيرًا إلى أنها وُضعت هناك تحت ستار الترفيه، لكنها احتفظت بمعدات مراقبة إلكترونية على متنها لمراقبة الاتصالات اللاسلكية والهاتفية. في مقابلة أخرى، وصف بيزمينوف سلسلة من الأساليب التي افترض أن المخابرات السوفيتية استخدمتها خلال الألعاب، بما في ذلك التجسس من قبل الصحفيين السوفييت الأجانب، وكذلك استخدام أفراد آخرين «لتوفير سيطرة أفضل ضد الانشقاقات الرياضية المحتملة».

## السنوات اللاحقة والموت (1986-1993)
في عام 1989، طلق بيزمينوف زوجته. في العام نفس، انتقل إلى وندسور، أونتاريو، بينما بقيت هي في مونتريال. بعد ذلك بعامين، بدأ تدريس العلاقات الدولية في جامعة وندسور. في أواخر ديسمبر 1992، زار بيزمينوف زوجته وأطفالهم في مونتريال في عيد الميلاد. بعد أسبوعين، تم الإبلاغ عن وفاة بيزمينوف في 6 يناير 1993. ووفقًا لصحيفة وندسور ستار، فقد توفي يوم الثلاثاء 5 يناير 1993 إثر «نوبة قلبية شديدة» تُعزى جزئيًا إلى إدمان الكحول.

## ميراث
منذ وفاته، تمت دراسة «نموذج التخريب السوفيتي» وتفسيره من قبل أعضاء هيئة التدريس والموظفين في جامعة العمليات الخاصة المشتركة (JSOU) لتحليل الأحداث التاريخة، بما في ذلك الحملة الروسية التي استمرت عقدًا من الزمن والتي سبقت عام 2008 الحرب الروسية الجورجية. كما تم الاستشهاد بعمله من قبل كبير مديري مركز بن بايدن للدبلوماسية والمشاركة العالمية في جامعة بنسيلفانيا، ونائب مساعد وزير الدفاع السابق الدكتور مايكل كاربنتر. كما تم استخدام محاضراته من قبل محاضر جامعة ييل أشا رانغابا، لتوضيح مفهوم الإجراءات الفعالة في حملات التضليل التاريخية لروسيا في الولايات المتحدة.
في 19 أغسطس 2020، تم استخدام مقابلة بيزمينوف عام 1984 التي ناقشت التدابير النشطة في الإعلان التشويقي العالمي عن لعبة كول أوف ديوتي: بلاك أوبس كولد وور، بالإضافة إلى استخدامه في الكشف العالمي في 26 أغسطس. وقد ساهم هذا جزئيًا في تجديد الاهتمام بعمل ومحاضرات بيزمينوف.